# TRAPPIST

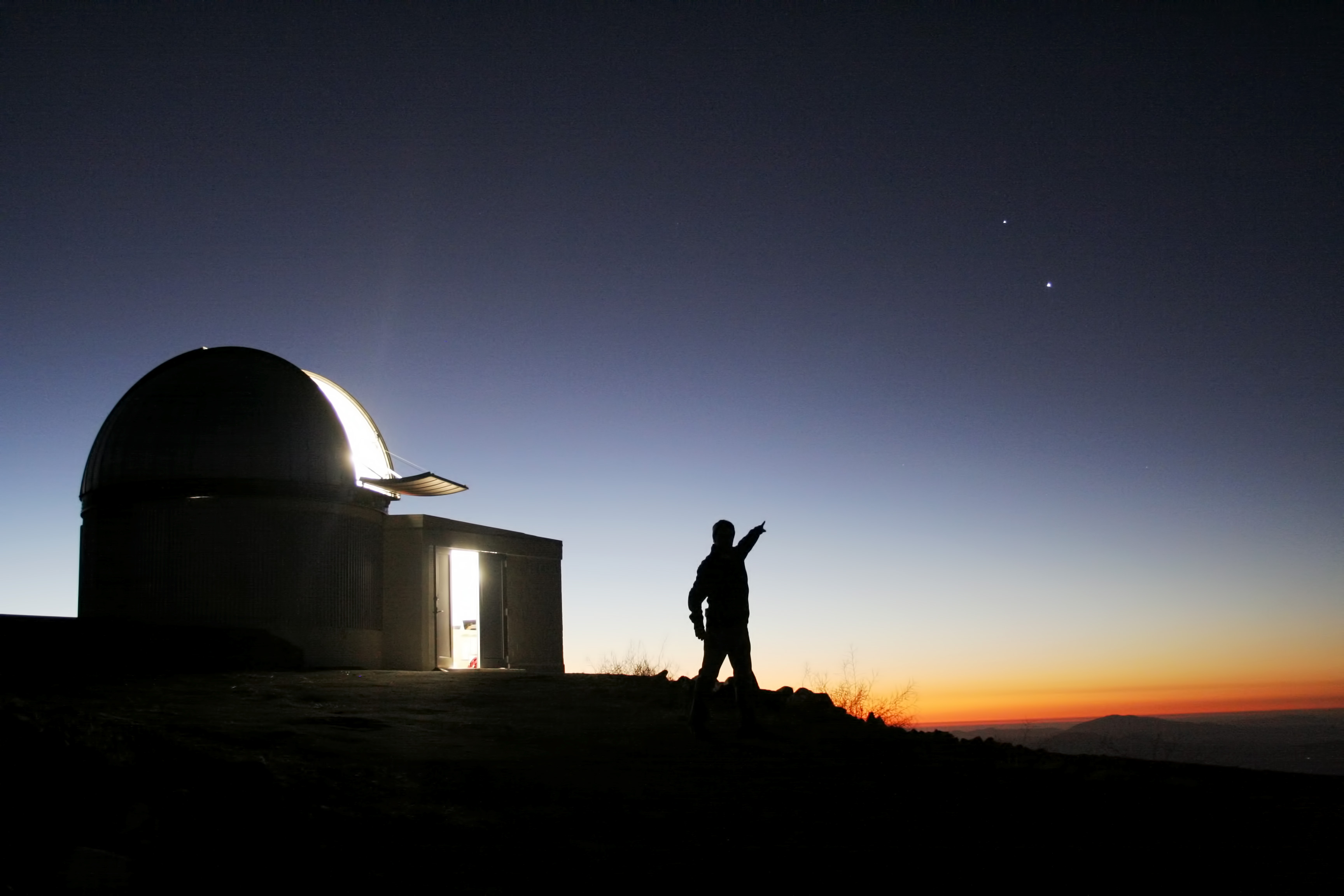
ラ・シヤ天文台にあるTRAPPIST-Southの建屋。

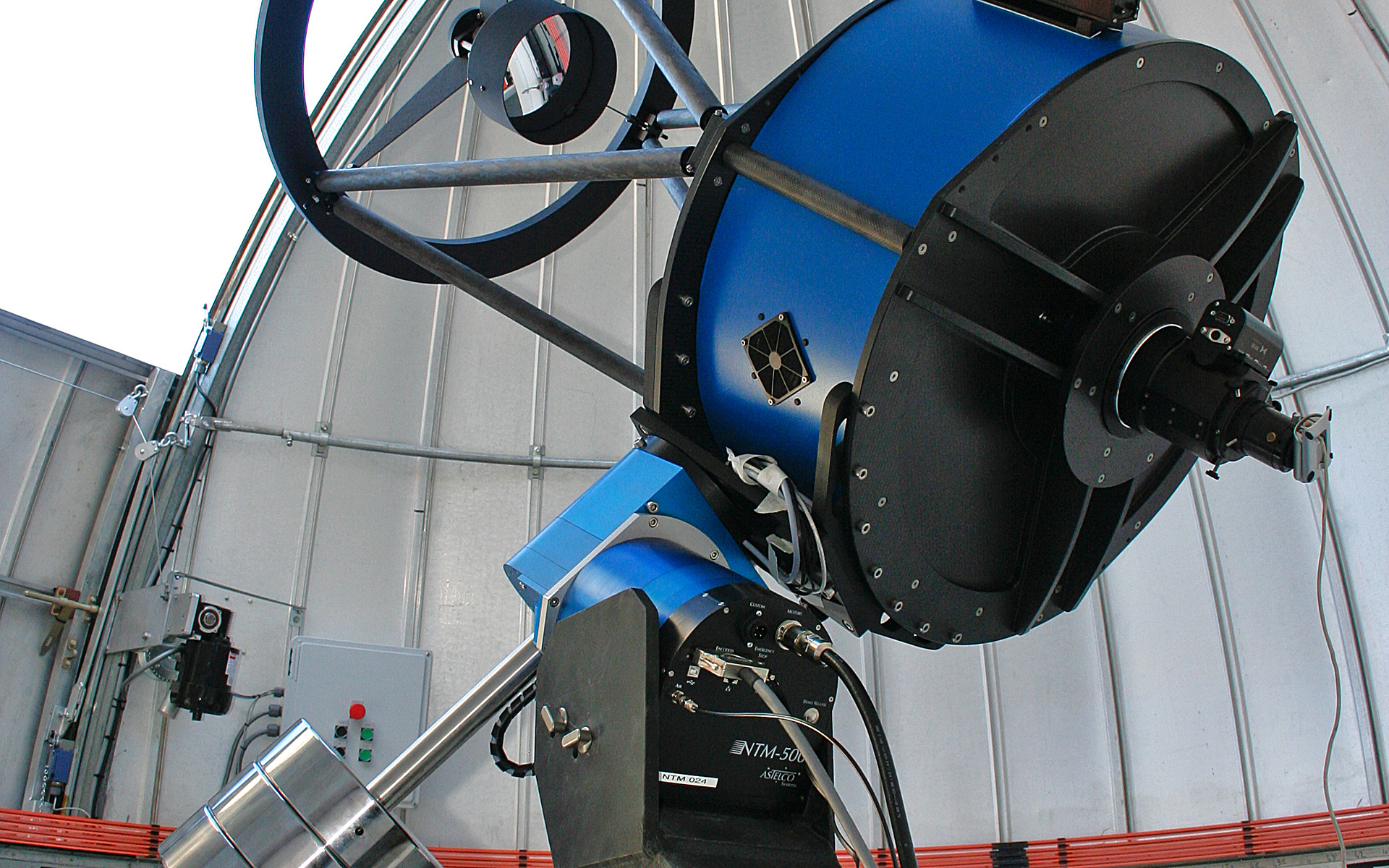
TRRAPPIST-Southの建屋内の様子。

TRAPPIST (TRAnsiting Planets and PlanetesImals Small Telescope)　とはベルギーやスイスの研究機関が運用する2台のリモートテレスコープの名称である。北半球と南半球にそれぞれ1台ずつ設置されている。北半球の観測を担うTRAPPIST-Northはモロッコのアトラス山脈にあるウカイムデン天文台にあり、2016年にオンラインで稼働を開始した。南半球の観測を行うTRAPPIST-Southはチリのラ・シヤ天文台にあり、2010年からオンラインで使用されている。
TRAPPISTの二台の望遠鏡は自動化されており、ベルギーのリエージュから遠隔操作される。操作拠点はリエージュにあるが、インターネットを通じれば世界中のどこからでも操作が可能なようになっている。2台の望遠鏡はどちらも口径60cmの反射望遠鏡を使用している。TRAPPIST-Southは退役したスイスT70望遠鏡の跡地のドームに設置されている。

## 特徴
望遠鏡は口径60cm、F値8のリッチー・クレチアン式反射望遠鏡で、架台はドイツ式赤道儀のNTM-500を使用しており、どちらもドイツのASTELCO System社によって製造された。CCDカメラはアメリカのFinger Lakes Instrumentation社が製造した。視野は22 x 22分で、フィルターホイールが二重に設けられており、12種類のフィルターまたはフィルターなしの状態を選択して観測を行える。
ベルギーのリエージュ大学とスイスのジュネーブ天文台によって共同管理され、種々の任務の中でも彗星と太陽系外惑星の観測に特化している。

## 成果
2010年11月に準惑星エリスによる恒星の掩蔽を観測できた数少ない望遠鏡となった。この観測はエリスの正確な直径を測定する助けとなった。2011年4月には準惑星マケマケが起こした掩蔽の観測に加わり、マケマケに厚い大気圏が存在しないことを明らかにした。
2016年にTRAPPISTは太陽系近傍の赤色矮星2MASS J23062928-0502285を公転する太陽系外惑星を発見し、この恒星系はTRAPPIST-1の名前で広く知られることになった。